# Военный крест (Великобритания)
Военный крест (MC) — военная награда третьего уровня для офицеров и с 1993 других званий Британской армии, ранее также для офицеров других стран Содружества.
MC даётся в знак отметки «акта или актов образцовой храбрости во время активных действий против врага на суше всем участникам всех званий…». В 1979 королева приняла предложение, что многие награды, включая Военный крест, могут также выдаваться посмертно.
Награда была создана в 1914 для кадровых офицеров званий от капитана или ниже и для уорент-офицеров. В 1931, награда была расширена на майоров, а также членов королевских ВВС за действия на земле. С пересмотра системы наград 1993, в общем движении устранения различий в званиях для наград за храбрость, устранили Военную медаль, ранее использовавшуюся для других званий.

## Описание
- 46 мм высота, 44 мм ширина
- Украшенный орнаментом серебряный крест с прямыми перекладинами, заканчивающимися широкими закруглениями с имперской короной, висящий на простых планках. На аверсе в центре королевский вензель;
- Реверс плоский, но с 1938 гравируют имя получателя и год выпуска.

## Награждённые
Всего Военным крестом награждено более 48 тысяч человек. Из них три женщины: Кейт Несбитт (матрос 1-го класса, медицинская служба ВМС), Мишель Норрис (рядовая, Королевский армейский медицинский корпус) и Кайли Уотсон (младший капрал, Королевский армейский медицинский корпус). Четыре человека удостоились награждения Военным крестом четыре раза (получили три планки к Военному кресту), а 192 (168 за Первую Мировую и 24 за Вторую Мировую войны) - три раза (крест с двумя планками).